# Haren, Groningen
Haren (phát âmⓘ) là một đô thị ở đông bắc Hà Lan, trong tỉnh Groningen.

## Các trung tâm dân cư
- Essen
- Glimmen
- Haren
- Noordlaren
- Onnen